# 카네코 노리히토
가네코 노리히토(일본어: 金児憲史, 1978년 9월 14일 ~ )는 일본의 배우이다.